# Copa América 1979
La Copa América 1979 fue la trigésima primera edición de este torneo organizado por la Confederación Sudamericana de Fútbol. Se disputó entre el 18 de julio y el 11 de diciembre en América del Sur.
El campeón fue Paraguay, que conquistaba por segunda vez la competición (la primera fue en 1953, en Perú).
En la primera fase del torneo sudamericano se formaron tres grupos de tres equipos cada uno, con partidos de local y de visita, mientras que Perú, el último campeón, ingresó en la fase semifinal.

## Árbitros
- Abel Gnecco.
- Carlos Espósito.
- Romualdo Arppi Filho.
- Arnaldo Cézar Coelho.
- Luis Barrancos.
- Octavio Sierra.
- Orlando Sánchez.
- Sergio Vásquez.
- Edison Pérez.
- César Pagano.
- Enrique Labo Revoredo.
- Wilfredo Cáceres.
- Roque Cerullo.
- Juan Daniel Cardellino.
- Ramón Barreto.
- Luis Gregorio Da Rosa.
- José Vergara.

## Equipos participantes
| Equipos participantes | Equipos participantes | Equipos participantes | Equipos participantes | Equipos participantes |
| --------------------- | --------------------- | --------------------- | --------------------- | --------------------- |
| Argentina             | Bolivia               | Brasil                | Chile                 | Colombia              |
| Ecuador               | Paraguay              | Perú                  | Uruguay               | Venezuela             |

## Sedes

### Argentina
| Buenos Aires      | Buenos Aires      |
| ----------------- | ----------------- |
| José Amalfitani   | River Plate       |
| Capacidad: 49 540 | Capacidad: 74 624 |
|                   |                   |

### Bolivia
| La Paz            |
| ----------------- |
| Hernando Siles    |
| Capacidad: 51 000 |
|                   |

### Brasil
| Río de Janeiro     | São Paulo         |
| ------------------ | ----------------- |
| Maracaná           | Morumbí           |
| Capacidad: 200 000 | Capacidad: 67 400 |
|                    |                   |

### Chile
| Santiago          |
| ----------------- |
| Nacional          |
| Capacidad: 70 000 |
|                   |

### Colombia
| Bogotá            |
| ----------------- |
| El Campín         |
| Capacidad: 60 000 |
|                   |

### Ecuador
| Quito              |
| ------------------ |
| Olímpico Atahualpa |
| Capacidad: 45 500  |
|                    |

### Paraguay
| Asunción             |
| -------------------- |
| Defensores del Chaco |
| Capacidad: 42 000    |
|                      |

### Perú
| Lima              |
| ----------------- |
| Nacional          |
| Capacidad: 45 000 |
|                   |

### Uruguay
| Montevideo        |
| ----------------- |
| Centenario        |
| Capacidad: 74 860 |
|                   |

### Venezuela
| San Cristóbal                 |
| ----------------------------- |
| Polideportivo de Pueblo Nuevo |
| Capacidad: 42 500             |
|                               |

## Sistema de competición
El torneo se jugó en partidos de ida y vuelta en todos los países afiliados a la CONMEBOL. Y se otorgarían 2 puntos por partidos ganados, 1 punto por partidos empatados, y 0 puntos por partidos perdidos.
Los equipos fueron divididos en tres grupos de tres equipos c/u. Los partidos de la fase de grupos se jugarán en partidos de ida y vuelta, y el primero de cada grupo clasificaba automáticamente a la semifinal junto con el campeón vigente que era Perú.
Las semifinales se jugaron en partidos de ida y vuelta, y se definió por puntos. El equipo que obtuviese más puntos, pasaba directo a la final. Si en caso ambos equipos terminaban igualados con la misma cantidad de puntos, se recurrió a utilizar la diferencia de gol y quien tuviera mejor diferencia de gol, clasificaba a la final. Y si en caso de que ambas selecciones terminaran igualadas con la misma cantidad de puntos y con la misma diferencia de gol, se realizaría un sorteo para determinar al finalista.
La final también se jugó en partidos de ida y vuelta, y también se definió por puntos. El equipo que obtuviese más puntos sería el campeón. Si en caso ambos equipos terminaban igualados en puntos, se jugaría un tercer partido en cancha neutral para definir al ganador, y el ganador sería el campeón. Si en caso el tercer partido terminaba igualado en los 90 min. de juego reglamentario, se jugarían dos tiempos suplementarios de 15 min. c/u para determinar al ganador el cual sería el campeón. Si al finalizar los 120 min. de juego, el partido siguiera empatado, se utilizaría la diferencia de gol, y el equipo que tuviera una mejor diferencia de gol, sería el campeón. Y de seguir igualados también en diferencia de goles, el campeón saldría luego de una definición por penales.

### Desarrollo
Los equipos fueron divididos en 3 grupos de 3 equipos c/u, los cuales se enfrentarían en partidos de ida y vuelta.
El Grupo A estuvo conformado por Chile, Colombia y Venezuela. En el primer partido, Venezuela y Colombia empatarían 0 a 0 en San Cristóbal. En el segundo partido, Venezuela y Chile empatarían 1 a 1 en San Cristóbal. En el tercer partido, Colombia vencería por 1 a 0 a Chile en Bogotá. En el cuarto partido, Colombia vencería por 4 a 0 a Venezuela en Bogotá. En el quinto partido, Chile vencería por 7 a 0 a Venezuela en Santiago. Y en el sexto y último partido, Chile vencería por 2 a 0 a Colombia. Al final Chile clasificaba a la semifinal por terminar primero en su grupo y tener mejor diferencia de gol.
El Grupo B estuvo conformado por Argentina, Bolivia y Brasil. En el primer partido, Bolivia vencería por 2 a 1 a Argentina en La Paz. En el segundo partido, Bolivia vencería por 2 a 1 a Brasil en La Paz. En el tercer partido, Brasil vencería por 2 a 1 a Argentina en Río de Janeiro. En el cuarto partido, Argentina vencería por 3 a 0 a Bolivia en Buenos Aires. En el quinto partido, Brasil vencería por 2 a 0 a Bolivia en São Paulo. Y en el sexto y último partido, Argentina empataría 2 a 2 con Brasil en Buenos Aires. Así Brasil clasificaba a la semifinal por terminar primero en su grupo.
El Grupo C estuvo conformado por Ecuador, Paraguay y Uruguay. En el primer partido, Ecuador perdería por 2 a 1 ante Paraguay en Quito. En el segundo partido, Ecuador vencería por 2 a 1 a Uruguay en Quito. En el tercer partido, Paraguay vencería por 2 a 0 a Ecuador en Asunción. En el cuarto partido, Uruguay vencería por 2 a 1 a Ecuador en Montevideo. En el quinto partido, Paraguay empataría 0 a 0 con Uruguay en Asunción. Y en el sexto y último partido, Uruguay empataría 0 a 0 con Paraguay en Montevideo. Así Paraguay clasificaba a la semifinal por terminar primero en su grupo.
Las semifinales se jugaron en partidos de ida y vuelta. En las semifinales se enfrentaron el primero del Grupo A (Chile) contra el campeón vigente (Perú) y el primero del Grupo B (Brasil) contra el primero del Grupo C (Paraguay). Las semifinales se definieron por puntos.
En la primera semifinal, se enfrentaron Chile y Perú. En el primer partido, Perú perdería por 2 a 1 contra Chile en Lima. En el segundo partido Chile empataría 0 a 0 con Perú en Santiago. Así Chile clasificaba a la final, debido a que tenía más puntos que Perú.
En la segunda semifinal, se enfrentaron Brasil y Paraguay. En el primer partido Paraguay vencería por 2 a 1 a Brasil en Asunción. En el segundo partido Brasil empataría 2 a 2 con Paraguay en Río de Janeiro. Así Paraguay clasificaba a la final.
La final, entre Chile y Paraguay se jugó también en partidos de ida y vuelta. En el primer partido, jugado en Asunción, Paraguay venció por 3 a 0. En el segundo partido, Chile ganó por 1 a 0, en Santiago. Debido a que cada selección había ganado su respectivo partido (ambas en condición de local), tenían la misma cantidad de puntos, por lo que se disputó un tercer partido en campo neutral. El partido se jugó en Argentina, donde empataron 0 a 0, tras haber jugado un tiempo suplementario. Se utilizó entonces la diferencia de gol, que consagró campeón a Paraguay.

## Primera ronda

### Grupo A
| Selección | Pts. | PJ | PG | PE | PP | GF | GC | Dif. |
| --------- | ---- | -- | -- | -- | -- | -- | -- | ---- |
| Chile     | 5    | 4  | 2  | 1  | 1  | 10 | 2  | +8   |
| Colombia  | 5    | 4  | 2  | 1  | 1  | 5  | 2  | +3   |
| Venezuela | 2    | 4  | 0  | 2  | 2  | 1  | 12 | –11  |

| 1 de agosto de 1979 | Venezuela | 0:0 | Colombia | Polideportivo de Pueblo Nuevo, San Cristóbal                          |  |
|                     |           |     |          | Asistencia: 18 000 espectadores Árbitro(s): Luis Barrientos (Bolivia) |  |

| 8 de agosto de 1979 | Venezuela    | 1:1 (0:0) | Chile      | Polideportivo de Pueblo Nuevo, San Cristóbal                    |                                                                 |
|                     | Carvajal 70' |           | 81' Peredo | Asistencia: 14 000 espectadores Árbitro(s): César Pagano (Perú) | Asistencia: 14 000 espectadores Árbitro(s): César Pagano (Perú) |

| 15 de agosto de 1979 | Colombia | 1:0 (1:0) | Chile | Estadio El Campín, Bogotá                                                |                                                                          |
|                      | Díaz 21' |           |       | Asistencia: 45 000 espectadores Árbitro(s): Romualdo Arpi Filho (Brasil) | Asistencia: 45 000 espectadores Árbitro(s): Romualdo Arpi Filho (Brasil) |

| 22 de agosto de 1979 | Colombia                                              | 4:0 (1:0) | Venezuela | Estadio El Campín, Bogotá                                               |                                                                         |
|                      | Iguarán 17' · Valverde 53' · Chaparro 59' · Morón 86' |           |           | Asistencia: 30 000 espectadores Árbitro(s): Carlos Espósito (Argentina) | Asistencia: 30 000 espectadores Árbitro(s): Carlos Espósito (Argentina) |

| 29 de agosto de 1979      | Chile                                                                     | 7:0 (2:0) | Venezuela | Estadio Nacional, Santiago                                               |                                                                          |
|                           | Peredo 3', 59' (pen.) · Rivas 38', 54' · Véliz 74' · Soto 80' · Yáñez 84' |           |           | Asistencia: 70 000 espectadores Árbitro(s): Enrique Labo Revoredo (Perú) | Asistencia: 70 000 espectadores Árbitro(s): Enrique Labo Revoredo (Perú) |
| Mejor resultado de Chile. |                                                                           |           |           |                                                                          |                                                                          |

| 5 de septiembre de 1979 | Chile                    | 2:0 (1:0) | Colombia | Estadio Nacional, Santiago                                              |                                                                         |
|                         | Caszely 14' · Peredo 58' |           |          | Asistencia: 85 000 espectadores Árbitro(s): Wilfredo Cáceres (Paraguay) | Asistencia: 85 000 espectadores Árbitro(s): Wilfredo Cáceres (Paraguay) |

### Grupo B
| Selección | Pts. | PJ | PG | PE | PP | GF | GC | Dif. |
| --------- | ---- | -- | -- | -- | -- | -- | -- | ---- |
| Brasil    | 5    | 4  | 2  | 1  | 1  | 7  | 5  | +2   |
| Bolivia   | 4    | 4  | 2  | 0  | 2  | 4  | 7  | –3   |
| Argentina | 3    | 4  | 1  | 1  | 2  | 7  | 6  | +1   |

| 18 de julio de 1979 | Bolivia           | 2:1 (1:1) | Argentina | Estadio Hernando Siles, La Paz                                        |                                                                       |
|                     | Reynaldo 29', 66' |           | 5' López  | Asistencia: 40 000 espectadores Árbitro(s): Octavio Sierra (Colombia) | Asistencia: 40 000 espectadores Árbitro(s): Octavio Sierra (Colombia) |

| 26 de julio de 1979 | Bolivia                  | 2:1 (1:1) | Brasil                      | Estadio Hernando Siles, La Paz                                         |                                                                        |
|                     | Aragonés 36' (pen.), 63' |           | 30' (pen.) Roberto Dinamite | Asistencia: 40 000 espectadores Árbitro(s): Orlando Sánchez (Colombia) | Asistencia: 40 000 espectadores Árbitro(s): Orlando Sánchez (Colombia) |

| 2 de agosto de 1979 | Brasil             | 2:1 (1:1) | Argentina  | Estadio Maracaná, Río de Janeiro                                       |                                                                        |
|                     | Zico 2' · Tita 54' |           | 29' Coscia | Asistencia: 130 000 espectadores Árbitro(s): Edison Pérez Núñez (Perú) | Asistencia: 130 000 espectadores Árbitro(s): Edison Pérez Núñez (Perú) |

| 8 de agosto de 1979 | Argentina                                  | 3:0 (2:0) | Bolivia | Estadio José Amalfitani, Buenos Aires                              |                                                                    |
|                     | Passarella 1' · Gáspari 15' · Maradona 65' |           |         | Asistencia: 35 000 espectadores Árbitro(s): Sergio Vásquez (Chile) | Asistencia: 35 000 espectadores Árbitro(s): Sergio Vásquez (Chile) |

| 16 de agosto de 1979 | Brasil                     | 2:0 (0:0) | Bolivia | Estadio Morumbí, São Paulo                                           |                                                                      |
|                      | Tita 46' · Zico 90' (pen.) |           |         | Asistencia: 50 000 espectadores Árbitro(s): José Vergara (Venezuela) | Asistencia: 50 000 espectadores Árbitro(s): José Vergara (Venezuela) |

| 23 de agosto de 1979 | Argentina                        | 2:2 (1:1) | Brasil                  | Estadio River Plate, Buenos Aires                                   |                                                                     |
|                      | Passarella 38' (t.l.) · Díaz 71' |           | 1', 65' (pen.) Sócrates | Asistencia: 68 000 espectadores Árbitro(s): Roque Cerullo (Uruguay) | Asistencia: 68 000 espectadores Árbitro(s): Roque Cerullo (Uruguay) |

### Grupo C
| Selección | Pts. | PJ | PG | PE | PP | GF | GC | Dif. |
| --------- | ---- | -- | -- | -- | -- | -- | -- | ---- |
| Paraguay  | 6    | 4  | 2  | 2  | 0  | 6  | 3  | +3   |
| Uruguay   | 4    | 4  | 1  | 2  | 1  | 5  | 5  | 0    |
| Ecuador   | 2    | 4  | 1  | 0  | 3  | 4  | 7  | –3   |

| 28 de agosto de 1979 | Ecuador           | 1:2 (0:1) | Paraguay                     | Estadio Olímpico Atahualpa, Quito                                       |                                                                         |
|                      | Torres Garcés 64' |           | 22' Talavera · 77' Solalinde | Asistencia: 45 000 espectadores Árbitro(s): Carlos Espósito (Argentina) | Asistencia: 45 000 espectadores Árbitro(s): Carlos Espósito (Argentina) |

| 5 de septiembre de 1979 | Ecuador                 | 2:1 (2:0) | Uruguay       | Estadio Olímpico Atahualpa, Quito                                        |                                                                          |
|                         | Tenorio 6' · Alarcón 9' |           | 79' Victorino | Asistencia: 30 000 espectadores Árbitro(s): Romualdo Arpi Filho (Brasil) | Asistencia: 30 000 espectadores Árbitro(s): Romualdo Arpi Filho (Brasil) |

| 13 de septiembre de 1979 | Paraguay               | 2:0 (1:0) | Ecuador | Estadio Defensores del Chaco, Asunción                              |                                                                     |
|                          | Morel 27' · Osorio 48' |           |         | Asistencia: 25 000 espectadores Árbitro(s): Abel Gnecco (Argentina) | Asistencia: 25 000 espectadores Árbitro(s): Abel Gnecco (Argentina) |

| 16 de septiembre de 1979 | Uruguay                        | 2:1 (1:0) | Ecuador     | Estadio Centenario, Montevideo                                      |                                                                     |
|                          | Bica 4' · Victorino 57' (pen.) |           | 77' Klinger | Asistencia: 25 000 espectadores Árbitro(s): Oscar Scolfaro (Brasil) | Asistencia: 25 000 espectadores Árbitro(s): Oscar Scolfaro (Brasil) |

| 20 de septiembre de 1979 | Paraguay | 0:0 | Uruguay | Defensores del Chaco, Asunción                                     |  |
|                          |          |     |         | Asistencia: 25 000 espectadores Árbitro(s): Sergio Vásquez (Chile) |  |

| 26 de septiembre de 1979 | Uruguay                    | 2:2 (0:1) | Paraguay       | Estadio Centenario, Montevideo                                        |                                                                       |
|                          | Milar 54' (pen.) · Paz 83' |           | 34', 88' Morel | Asistencia: 18 000 espectadores Árbitro(s): Edison Pérez Núñez (Perú) | Asistencia: 18 000 espectadores Árbitro(s): Edison Pérez Núñez (Perú) |

## Segunda fase
|  | Semifinales             | Semifinales             | Semifinales             | Semifinales             |   |       | Final                                  | Final                                  | Final                                  | Final                                  | Final                                  |  |
|  | Del 17 al 31 de octubre | Del 17 al 31 de octubre | Del 17 al 31 de octubre | Del 17 al 31 de octubre |   |       | Del 28 de noviembre al 11 de diciembre | Del 28 de noviembre al 11 de diciembre | Del 28 de noviembre al 11 de diciembre | Del 28 de noviembre al 11 de diciembre | Del 28 de noviembre al 11 de diciembre |  |
|  |                         |                         |                         |                         |   |       |                                        |                                        |                                        |                                        |                                        |  |
|  |                         |                         |                         |                         |   |       |                                        |                                        |                                        |                                        |                                        |  |
|  | Chile                   | Chile                   | 2                       | 0                       |   |       |                                        |                                        |                                        |                                        |                                        |  |
|  | Chile                   | Chile                   | 2                       | 0                       |   |       |                                        |                                        |                                        |                                        |                                        |  |
|  | Perú                    | Perú                    | 1                       | 0                       |   |       |                                        |                                        |                                        |                                        |                                        |  |
|  | Perú                    | Perú                    | 1                       | 0                       |   | Chile | Chile                                  | 0                                      | 1                                      | 0                                      |                                        |  |
|  |                         |                         |                         |                         |   | Chile | Chile                                  | 0                                      | 1                                      | 0                                      |                                        |  |
|  |                         |                         | Paraguay                | Paraguay                | 3 | 0     | 0                                      |                                        |                                        |                                        |                                        |  |
|  | Brasil                  | Brasil                  | Paraguay                | Paraguay                | 3 | 0     | 0                                      | 1                                      | 2                                      |                                        |                                        |  |
|  | Brasil                  | Brasil                  |                         |                         |   |       |                                        | 1                                      | 2                                      |                                        |                                        |  |
|  | Paraguay                | Paraguay                | 2                       | 2                       |   |       |                                        |                                        |                                        |                                        |                                        |  |
|  | Paraguay                | Paraguay                | 2                       | 2                       |   |       |                                        |                                        |                                        |                                        |                                        |  |
|  |                         |                         |                         |                         |   |       |                                        |                                        |                                        |                                        |                                        |  |

En primera posición se coloca a la selección que ejerció la localía en el partido de vuelta.

### Semifinales
| 17 de octubre de 1979 | Perú         | 1:2 (0:1) | Chile            | Estadio Nacional, Lima                                                   |                                                                          |
|                       | Mosquera 71' |           | 32', 76' Caszely | Asistencia: 50 000 espectadores Árbitro(s): Romualdo Arpi Filho (Brasil) | Asistencia: 50 000 espectadores Árbitro(s): Romualdo Arpi Filho (Brasil) |

| 24 de octubre de 1979 | Chile | 0:0 | Perú | Estadio Nacional, Santiago                                              |  |
|                       |       |     |      | Asistencia: 75 000 espectadores Árbitro(s): Daniel Cardellino (Uruguay) |  |

| 24 de octubre de 1979 | Paraguay                 | 2:1 (2:0) | Brasil       | Estadio Defensores del Chaco, Asunción                              |                                                                     |
|                       | Morel 16' · Talavera 35' |           | 79' Palhinha | Asistencia: 50 000 espectadores Árbitro(s): Ramón Barreto (Uruguay) | Asistencia: 50 000 espectadores Árbitro(s): Ramón Barreto (Uruguay) |

| 31 de octubre de 1979 | Brasil                            | 2:2 (1:1) | Paraguay                  | Estadio Maracaná, Río de Janeiro                                        |                                                                         |
|                       | Roberto Falcão 19' · Sócrates 61' |           | 31' M. Morel · 68' Romero | Asistencia: 80 000 espectadores Árbitro(s): Carlos Espósito (Argentina) | Asistencia: 80 000 espectadores Árbitro(s): Carlos Espósito (Argentina) |

### Alineaciones

#### Ida
| 1  | POR | Roberto Fernández     |     |
| 2  | DEF | Juan Carlos Espínola  |     |
| 3  | DEF | Roberto Paredes       | 79' |
| 4  | DEF | Flaminio Sosa         |     |
| 5  | DEF | Juan Bautista Torales |     |
| 6  | MED | Luis Ernesto Torres   | 62' |
| 7  | MED | Carlos Kiese          |     |
| 8  | MED | Julio César Romero    |     |
| 9  | DEL | Evaristo Isasi        |     |
| 10 | DEL | Milcíades Morel       |     |
| 11 | DEL | Eugenio Morel         |     |
| DT | DT  | Ranulfo Miranda       |     |

| 1  | POR | Mario Osbén         |     |
| 2  | DEF | Mario Galindo       |     |
| 3  | DEF | René Valenzuela     |     |
| 4  | DEF | Alberto Quintano    |     |
| 5  | DEF | Enzo Escobar        |     |
| 6  | MED | Mario Soto          |     |
| 7  | MED | Eduardo Bonvallet   | 46' |
| 8  | MED | Carlos Rivas Torres |     |
| 9  | MED | Manuel Rojas        |     |
| 10 | DEL | Carlos Caszely      |     |
| 11 | DEL | Óscar Fabbiani      |     |
| DT | DT  | Luis Santibáñez     |     |

| 17 | MED | Aldo Florentín | 62' |
| 14 | DEF | Cristín Cibils | 79' |

| 18 | MED | Víctor Estay | 46' |

| 12' Julio César Romero        |
| 36' Eugenio Morel             |
| 85' (t.l.) Julio César Romero |

|  |

| Árbitro | Luis Gregorio Da Rosa |
|         |                       |
|         |                       |

| 1  | POR | Roberto Fernández     |     |
| 2  | DEF | Juan Carlos Espínola  |     |
| 3  | DEF | Roberto Paredes       | 79' |
| 4  | DEF | Flaminio Sosa         |     |
| 5  | DEF | Juan Bautista Torales |     |
| 6  | MED | Luis Ernesto Torres   | 62' |
| 7  | MED | Carlos Kiese          |     |
| 8  | MED | Julio César Romero    |     |
| 9  | DEL | Evaristo Isasi        |     |
| 10 | DEL | Milcíades Morel       |     |
| 11 | DEL | Eugenio Morel         |     |
| DT | DT  | Ranulfo Miranda       |     |

| 1  | POR | Mario Osbén         |     |
| 2  | DEF | Mario Galindo       |     |
| 3  | DEF | René Valenzuela     |     |
| 4  | DEF | Alberto Quintano    |     |
| 5  | DEF | Enzo Escobar        |     |
| 6  | MED | Mario Soto          |     |
| 7  | MED | Eduardo Bonvallet   | 46' |
| 8  | MED | Carlos Rivas Torres |     |
| 9  | MED | Manuel Rojas        |     |
| 10 | DEL | Carlos Caszely      |     |
| 11 | DEL | Óscar Fabbiani      |     |
| DT | DT  | Luis Santibáñez     |     |

| 17 | MED | Aldo Florentín | 62' |
| 14 | DEF | Cristín Cibils | 79' |

| 18 | MED | Víctor Estay | 46' |

| 12' Julio César Romero        |
| 36' Eugenio Morel             |
| 85' (t.l.) Julio César Romero |

|  |

| Árbitro | Luis Gregorio Da Rosa |
|         |                       |
|         |                       |

#### Vuelta
| 1  | POR | Mario Osbén         |     |
| 2  | DEF | Mario Galindo       |     |
| 3  | DEF | René Valenzuela     |     |
| 4  | DEF | Elías Figueroa      |     |
| 5  | DEF | Enzo Escobar        |     |
| 6  | MED | Carlos Rivas Torres |     |
| 7  | MED | Eduardo Bonvallet   |     |
| 8  | MED | Manuel Rojas        | 85' |
| 9  | MED | Carlos Caszely      |     |
| 10 | DEL | Óscar Fabbiani      | 56' |
| 11 | DEL | Leonardo Véliz      |     |
| DT | DT  | Luis Santibáñez     |     |

| 1  | POR | Roberto Fernández     |     |
| 2  | DEF | Alicio Solalinde      |     |
| 3  | DEF | Roberto Paredes       |     |
| 4  | DEF | Flaminio Sosa         |     |
| 5  | DEF | Juan Bautista Torales |     |
| 6  | MED | Julio César Romero    |     |
| 7  | MED | Carlos Kiese          | 46' |
| 8  | MED | Hugo Talavera         | 80' |
| 9  | DEL | Evaristo Isasi        |     |
| 10 | DEL | Milcíades Morel       |     |
| 11 | DEL | Eugenio Morel         |     |
| DT | DT  | Ranulfo Miranda       |     |

| 21 | DEL | Víctor Estay       | 56' |
| 18 | MED | Miguel Ángel Neira | 85' |

| 18 | MED | Aldo Florentín  | 46' |
| 19 | DEL | Roberto Cabañas | 80' |

| 10' Carlos Rivas Torres |

|  |

| 17' Eduardo Bonvallet |

| 17' Eugenio Morel |

| Árbitro | Ramón Barreto |
|         |               |
|         |               |

| 1  | POR | Mario Osbén         |     |
| 2  | DEF | Mario Galindo       |     |
| 3  | DEF | René Valenzuela     |     |
| 4  | DEF | Elías Figueroa      |     |
| 5  | DEF | Enzo Escobar        |     |
| 6  | MED | Carlos Rivas Torres |     |
| 7  | MED | Eduardo Bonvallet   |     |
| 8  | MED | Manuel Rojas        | 85' |
| 9  | MED | Carlos Caszely      |     |
| 10 | DEL | Óscar Fabbiani      | 56' |
| 11 | DEL | Leonardo Véliz      |     |
| DT | DT  | Luis Santibáñez     |     |

| 1  | POR | Roberto Fernández     |     |
| 2  | DEF | Alicio Solalinde      |     |
| 3  | DEF | Roberto Paredes       |     |
| 4  | DEF | Flaminio Sosa         |     |
| 5  | DEF | Juan Bautista Torales |     |
| 6  | MED | Julio César Romero    |     |
| 7  | MED | Carlos Kiese          | 46' |
| 8  | MED | Hugo Talavera         | 80' |
| 9  | DEL | Evaristo Isasi        |     |
| 10 | DEL | Milcíades Morel       |     |
| 11 | DEL | Eugenio Morel         |     |
| DT | DT  | Ranulfo Miranda       |     |

| 21 | DEL | Víctor Estay       | 56' |
| 18 | MED | Miguel Ángel Neira | 85' |

| 18 | MED | Aldo Florentín  | 46' |
| 19 | DEL | Roberto Cabañas | 80' |

| 10' Carlos Rivas Torres |

|  |

| 17' Eduardo Bonvallet |

| 17' Eugenio Morel |

| Árbitro | Ramón Barreto |
|         |               |
|         |               |

#### Desempate
| 1  | POR | Mario Osbén         |     |
| 2  | DEF | Mario Galindo       |     |
| 3  | DEF | René Valenzuela     |     |
| 4  | DEF | Elías Figueroa      |     |
| 5  | DEF | Enzo Escobar        |     |
| 6  | MED | Carlos Rivas Torres |     |
| 7  | MED | Rodolfo Dubó        | 90' |
| 8  | MED | Manuel Rojas        |     |
| 9  | DEL | Leonardo Véliz      |     |
| 10 | DEL | Carlos Caszely      |     |
| 11 | DEL | Oscar Fabbiani      | 61' |
| DT | DT  | Luis Santibáñez     |     |

| 1  | POR | Roberto Fernández     |     |
| 2  | DEF | Juan Carlos Espínola  |     |
| 3  | DEF | Roberto Paredes       |     |
| 4  | DEF | Flaminio Sosa         |     |
| 5  | DEF | Juan Bautista Torales |     |
| 6  | MED | Aldo Florentín        |     |
| 7  | MED | Carlos Kiese          |     |
| 8  | MED | Julio César Romero    |     |
| 9  | DEL | Amado Pérez           | 85' |
| 10 | DEL | Milcíades Morel       |     |
| 11 | DEL | Osvaldo Aquino        | 61' |
| DT | DT  | Ranulfo Miranda       |     |

| 21 | DEL | Patricio Yáñez | 61' |
| 18 | MED | Víctor Estay   | 90' |

| 17 | DEL | Luis Ernesto Torres | 61' |
| 13 | DEL | Cristín Cibils      | 85' |

| Árbitro | Arnaldo César Coelho |
|         |                      |
|         |                      |

| 1  | POR | Mario Osbén         |     |
| 2  | DEF | Mario Galindo       |     |
| 3  | DEF | René Valenzuela     |     |
| 4  | DEF | Elías Figueroa      |     |
| 5  | DEF | Enzo Escobar        |     |
| 6  | MED | Carlos Rivas Torres |     |
| 7  | MED | Rodolfo Dubó        | 90' |
| 8  | MED | Manuel Rojas        |     |
| 9  | DEL | Leonardo Véliz      |     |
| 10 | DEL | Carlos Caszely      |     |
| 11 | DEL | Oscar Fabbiani      | 61' |
| DT | DT  | Luis Santibáñez     |     |

| 1  | POR | Roberto Fernández     |     |
| 2  | DEF | Juan Carlos Espínola  |     |
| 3  | DEF | Roberto Paredes       |     |
| 4  | DEF | Flaminio Sosa         |     |
| 5  | DEF | Juan Bautista Torales |     |
| 6  | MED | Aldo Florentín        |     |
| 7  | MED | Carlos Kiese          |     |
| 8  | MED | Julio César Romero    |     |
| 9  | DEL | Amado Pérez           | 85' |
| 10 | DEL | Milcíades Morel       |     |
| 11 | DEL | Osvaldo Aquino        | 61' |
| DT | DT  | Ranulfo Miranda       |     |

| 21 | DEL | Patricio Yáñez | 61' |
| 18 | MED | Víctor Estay   | 90' |

| 17 | DEL | Luis Ernesto Torres | 61' |
| 13 | DEL | Cristín Cibils      | 85' |

| Árbitro | Arnaldo César Coelho |
|         |                      |
|         |                      |

|                             |
| Bandera de Paraguay         |
| Campeón Paraguay 2.º título |

## Estadísticas
| Equipo | Equipo    | Pts | PJ | PG | PE | PP | GF | GC | Dif |
| ------ | --------- | --- | -- | -- | -- | -- | -- | -- | --- |
| 1      | Paraguay  | 12  | 9  | 4  | 4  | 1  | 13 | 7  | +6  |
| 2      | Chile     | 11  | 9  | 4  | 3  | 2  | 13 | 6  | +7  |
| 3      | Brasil    | 6   | 6  | 2  | 2  | 2  | 10 | 9  | +1  |
| 4      | Perú      | 1   | 2  | 0  | 1  | 1  | 1  | 2  | -1  |
| 5      | Colombia  | 5   | 4  | 2  | 1  | 1  | 5  | 2  | +3  |
| 6      | Uruguay   | 4   | 4  | 1  | 2  | 1  | 5  | 5  | 0   |
| 7      | Bolivia   | 4   | 4  | 2  | 0  | 2  | 4  | 7  | -3  |
| 8      | Argentina | 3   | 4  | 1  | 1  | 2  | 7  | 6  | +1  |
| 9      | Ecuador   | 2   | 4  | 1  | 0  | 3  | 4  | 7  | −3  |
| 10     | Venezuela | 2   | 4  | 0  | 2  | 2  | 1  | 12 | –11 |

## Goleadores
4 goles
- Jorge Peredo
- Eugenio Morel

3 goles
- Sócrates
- Carlos Caszely
- Carlos Rivas
- Julio César Romero

2 goles
- Daniel Passarella
- Carlos Aragonés
- Jesús Reynaldo
- Tita
- Zico
- Milciades Morel
- Hugo Talavera
- Waldemar Victorino

1 gol
- Hugo Coscia
- Roberto Osvaldo Díaz
- Jorge Gáspari
- Carlos Ángel López
- Diego Maradona
- Paulo Roberto Falcão
- Palhinha
- Roberto Dinamite
- Mario Soto
- Leonardo Véliz
- Patricio Yáñez
- Gabriel Chaparro
- Ernesto Díaz
- Arnoldo Iguarán
- Jaime Morón
- Félix Valverde
- Jorge Luis Alarcón
- Fausto Klinger
- Mario Tenorio
- Carlos Torres Garcés
- Juvencio Osorio
- Alicio Solalinde
- Roberto Mosquera
- Alberto Bica
- Denis Milar
- Rubén Paz
- Rodolfo Carvajal

## Mejor jugador del torneo
- Carlos Caszely.[2]